# Братська могила «Скорботна мати» (вул. Мартина Шимановського)

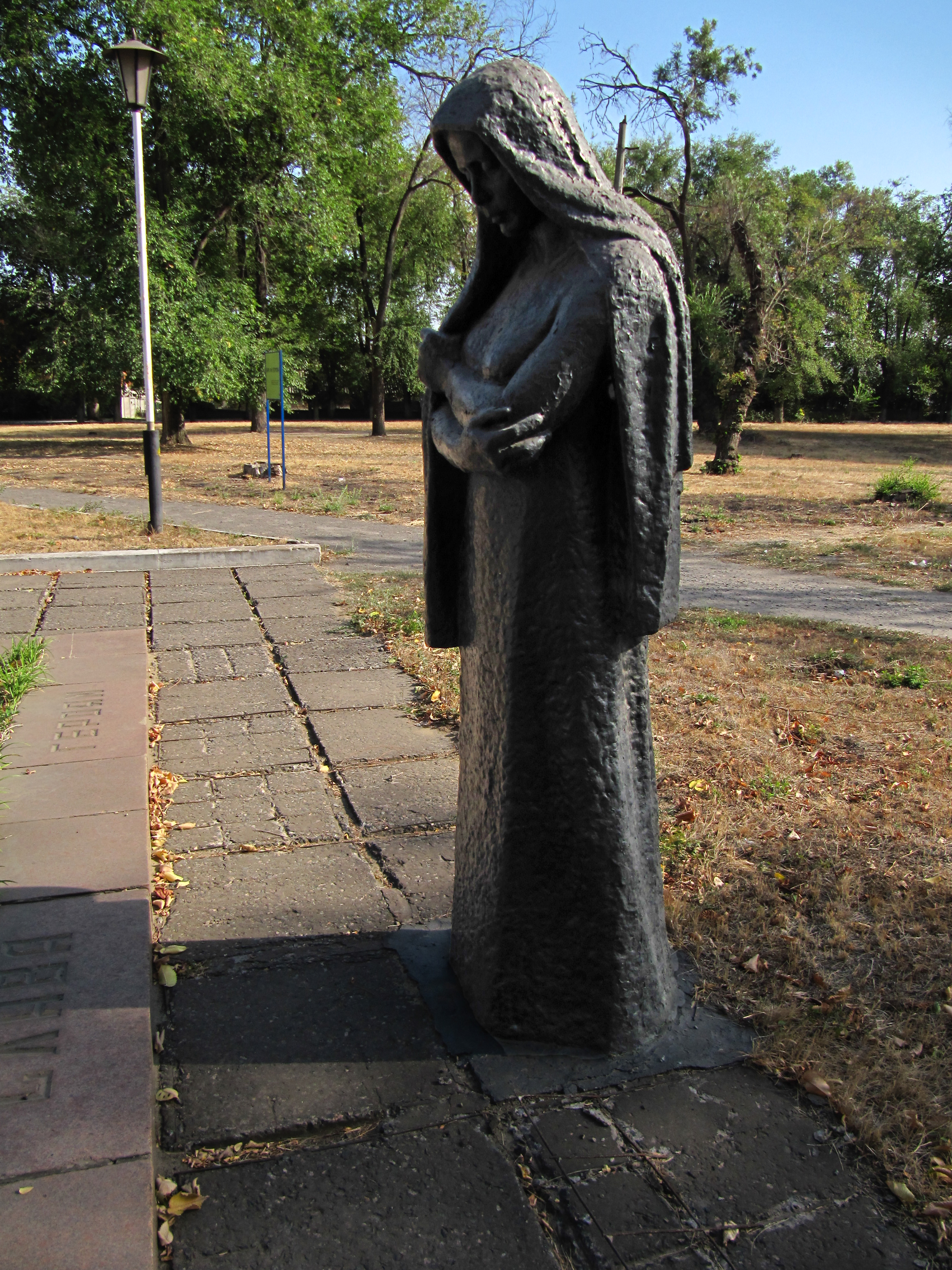

Братська могила «Скорботна мати» — пам'ятка, що знаходиться на вул. Мартина Шимановського (у минулому — вул. Комуністична), у сквері колишнього заводу «Комуніст» (сквері ім. Єгорова), у Центрально-Міському районі. Перший пам'ятник було встановлено в 1949 р., пам'ятник «Скорботна мати» — в 1971 р., автор — О. В. Васякін, заслужений художник України.

## Передісторія
21-22 лютого 1944 року частинами 236-ї та 394-ї стрілецьких дивізій 46-ї армії було визволено селище Гданцівка від фашистських окупантів. В братської могилі поховані загиблі воїни, які брали участь у боях за Гданцівку.
У 1947 році могили були оцементовані, огороджені залізним парканом. 8 могил — братські, 4 — індивідуальні. Над захороненнями встановлено чавунні плити з прізвищами загиблих.
У 1971 році встановлено пам'ятник з залізобетону висотою 2,0 м, автор — скульптор Олександр Васильович Васякін, заслужений художник України. Монумент відлито на заводі «Комуніст». Поховання розмірами 4,2 × 8,4 м було упорядковано в одну братську могилу у вигляді газону з трьома меморіальними стелами з мармуру розмірами 1,5 × 1,0 м. На стелах були увічнені прізвища 71 воїна.
Відповідно до списку увічнених воїнів, станом на 2017 рік відомі дані щодо 71 загиблого воїна.
Згідно з даними Центрально-Міського райвійськкомату, за 1992 р. у братській могилі похований 71 військовослужбовець.

## Пам'ятка

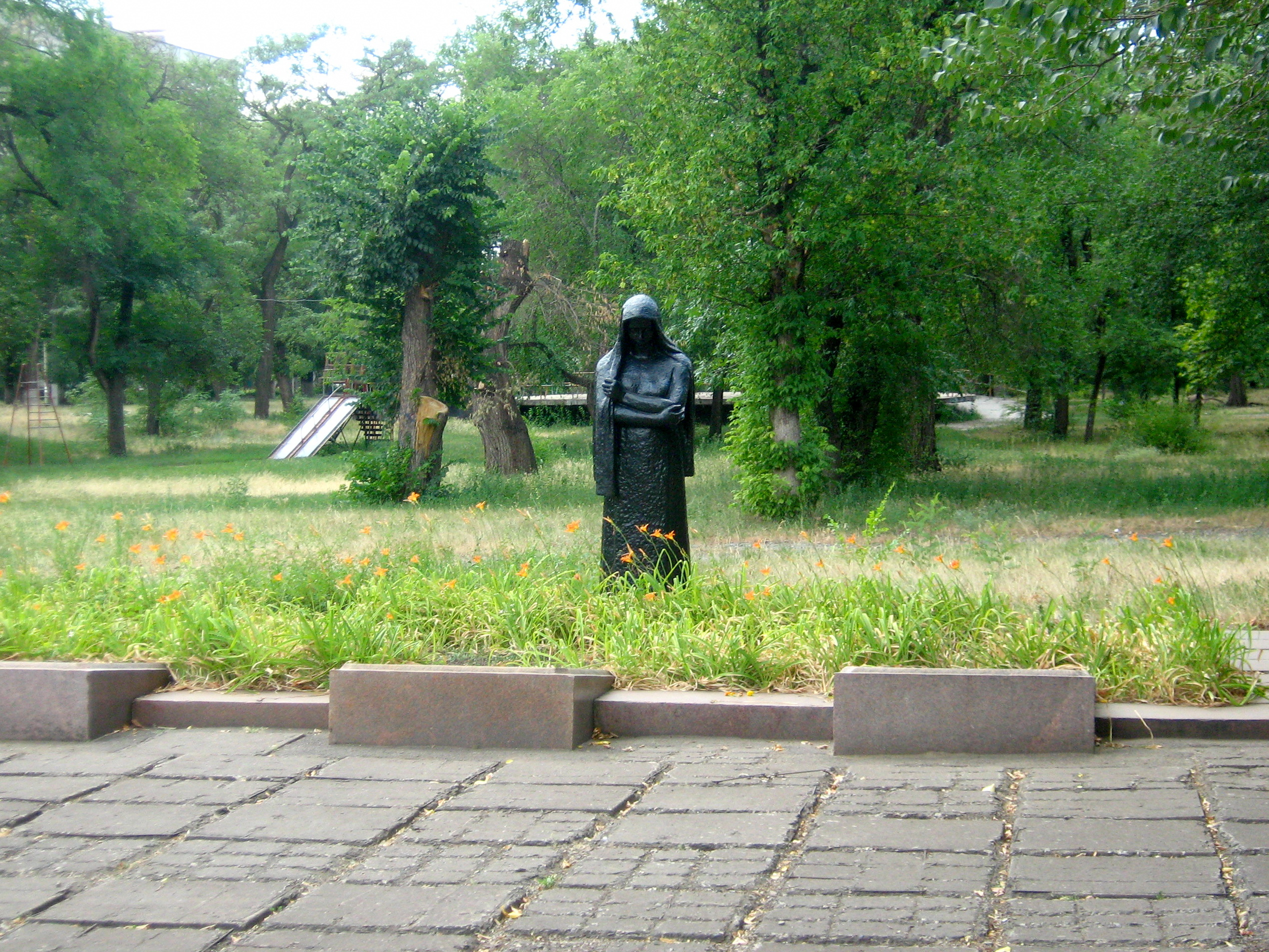

Братська могила прямокутної в плані форми, розмірами 8,55 × 4,20 м, огороджена прямокутними блоками рожевого граніту шириною 0,60 м, висотою 16 см. На довгій стороні огорожі розміщено три меморіальні плити з полірованого граніту прямокутної форми, з фігурно обробленими гранями, розмірами 1,80 × 1,20 × 0,13—0,40 м, на відстані 1,20 м одна від одної. На плитах викарбувані в один стовпчик і пофарбовані сірим кольором прізвища, ініціали та воїнські звання загиблих. На трьох блоках другої довгої сторони огорожі заглибленим рельєфом зроблено напис російською мовою: «ВЕЧНАЯ СЛАВА ГЕРОЯМ».
Скульптура «Скорботна мати» являє собою фігуру жінки в повний зріст, одягнуту в довгу сукню, на похиленій голові — довге покривало, яке жінка притримує лівою рукою. Матеріал — чавун, пофарбований у чорний колір, розміри по низу фігури — 0,70 × 0,62 м, висота — 2,40 м. Постамент розмірами 0,90 × 0,82 м на рівні навколишньої території.